# Hiss

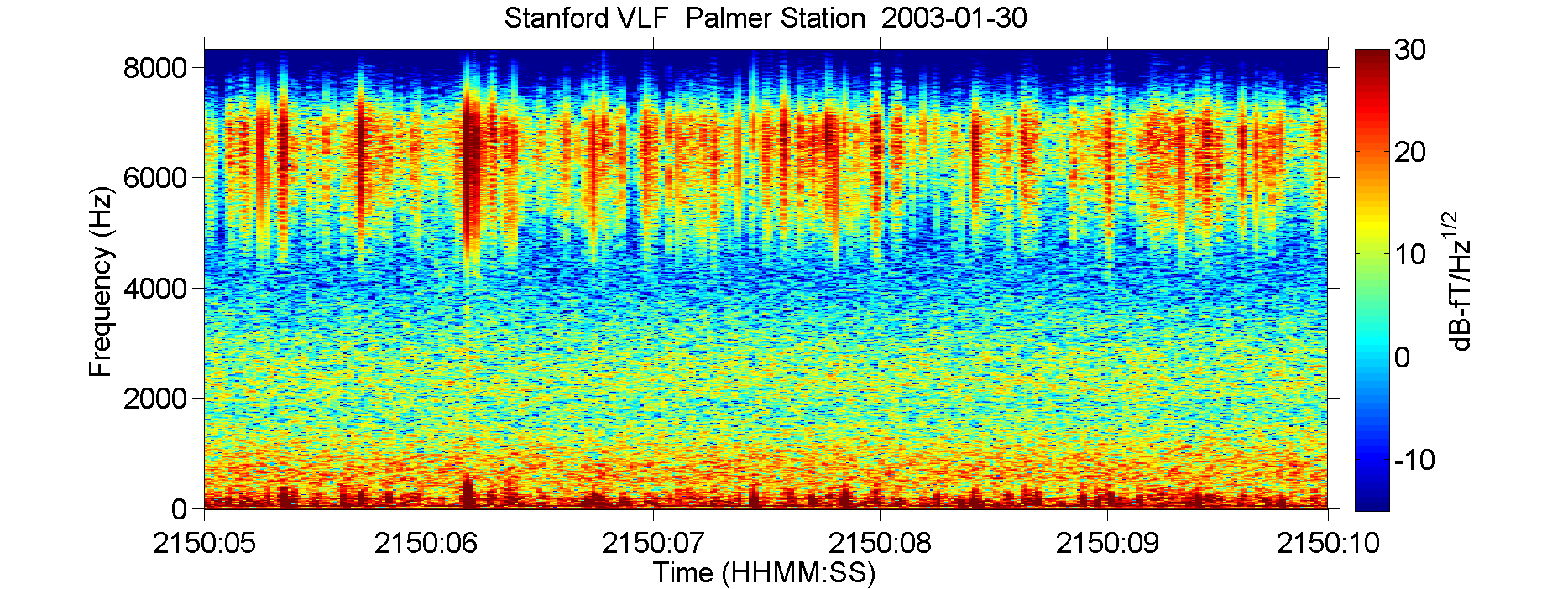
Lo spettrogramma VLF di un hiss elettromagnetico, ricevuto dal ricevitore del gruppo di studio VLF dell'Università di Stanford presso la Stazione Palmer, in Antartide. L'hiss può essere osservato tra 500 Hz e 4000 Hz, inserito tra i componenti degli sferics.

Un hiss è un fenomeno elettromagnetico che si verifica naturalmente con le onde elettromagnetiche nelle bande ULF/VLF (300 Hz – 10 kHz) e si genera nel plasma o della ionosfera o della magnetosfera terrestre. Il suo nome deriva dalle sue proprietà spettrali incoerenti e senza un'apparente struttura che, quando vengono evidenziate con una conversione sonora attraverso un sistema audio, danno luogo a un suono simile al rumore bianco (da qui il nome onomatopoetico "hiss", cioè "sibilare")

## Tipologie
Un hiss può essere osservato in diverse tipologie a seconda dell'ora locale e del parametro L di McIlwain presso l'osservatore:
- Hiss plasmasferico, generalmente osservato all'interno della plasmasfera, con picchi di frequenza in un intervallo con un estremo leggermente inferiore a ~1 kHz e l'altro estremo raramente superiore a 3 kHz.
- Exo-hiss e ULF hiss, sono due tipologie di hiss osservato al di fuori della plasmasfera, entrambi aventi uno spettro simile a quello di un hiss plasmasferico.
- Hiss da medie latitudini, generalmente osservato al di fuori della plasmasfera e che, tipicamente, ha frequenze comprese tra 2 e 10 kHz.
- Auroral hiss, osservato nelle zone aurali della Terra il cui spettro si può estenedere superiormente a diverse centinaia di kHz.[2]

## Meccanismi di generazione
Esistono diversi meccanismi di generazione proposti per gli hiss generati nella plasmasfera, tra cui:
- Generazione da emissioni discrete di dawn chorus[3][4]
- Generazione mediante impulsi elettromagnetici prodotti da fulmini terrestri, precisamente mediante whistlers generati da fulmini[5][6][7]
- Generazione attraverso interazioni non lineari coerenti di elettroni energetici presso la plasmasfera equatoriale[8][9]